# Gericke

Wapen Hoge Raad van Adel (1833)

Gericke (ook: Gericke van Herwijnen en: Gericke d'Herwijnen) is een uit Gardelegen afkomstig geslacht waarvan leden sinds 1833 tot de Nederlandse adel behoren en sinds 1955 tot de Belgische adel.

## Geschiedenis
De stamreeks begint met Hans Gericke Lorentzen (1623-1715) die in Gardelegen in Altmark, Brandenburg werd geboren. Zijn in 1785 in Kleef geboren nazaat Johann Eberhard Paul Ernst Gericke (1785-1845) werd heer van Herwijnen waarna nageslacht zich Gericke van Herwijnen ging noemen. Hij werd bij Koninklijk Besluit van 7 februari 1833 verheven in de Nederlandse adel; in 1846 verkreeg zijn zoon jhr. J.L.H.A. Gericke van Herwijnen (1814-1899) de titel van baron met recht van overgang bij eerstgeboorte en in 1874 de titel van baron op allen; de Nederlandse tak stierf in 2000 uit. Twee achterkleinzonen van de laatste werden in 1955 ingelijfd in de Belgische adel onder de naam Gericke d'Herwijnen met de titel van baron op allen; alleen in België bloeit de adellijke tak nog.
In 1965 werd het geslacht opgenomen in het Nederland's Patriciaat; deze tak stierf in 1983 uit.
In 2004 waren er nog negen mannelijke telgen in leven, de laatste geboren in 2001. In 2011 werd ook nog een mannelijke telg geboren.

## Enkele telgen

### Nederlandse tak
Johann Wilhelm Gericke (1743-1814), Kammer-Rechenmeister en Geheimer Secretär, Kammer-Rechenrath der Kriegs und Domänen Kammer te Kleef
- Johann Friedrich Wilhelm Conrad Gericke (1783-1840), eerste luitenant, daarna ambtenaar
  - Jan Paul Frederik Gericke (1831-1879, resident van Banjoemas
    - Mr. Willem Frederik Lodewijk Gericke (1859-1912), landsadvocaat te Soerabaja
      - Willem Gericke (1886-1969), koopman, laatste mannelijke telg van de patriciaatstak
      - Gonne Wilhelmine Gericke (1890-1983), laatste telg van de patriciaatstak
      - Sophie Alette Wilhelmine Gericke (1892-1976); trouwde in 1921 met mr. Adriaan van de Sande Bakhuyzen (1874-1951), burgemeester van Leiden

  - Willem Lodewijk Adolf Gericke (1836-1914), vice-admiraal en minister van Marine
- Jhr. Johann Eberhard Paul Ernst Gericke, heer van Herwijnen (1785-1845), gouverneur van Limburg
  - Joseph Louis Heinrich Alfred baron Gericke van Herwijnen (1814-1899), minister
    - Mr. Karel Willem Paul Marie Franciscus Xaverius baron Gericke van Herwijnen (1849-1930), Nederlands ambassadeur, overleden op kasteel Wezelhof, net als zijn vrouw Marie Isabelle Alberique Adeline Euphémie gravin du Chastel de la Howarderie (1858-1913) die tevens op dat kasteel was geboren
      - Louise Gabrielle Marie Elisabeth barones Gericke van Herwijnen (1881-1969); trouwde in 1902 met Evrard Philippe Louis Marie Joseph Ghislain graaf van Limburg Stirum (1868-1938), burgemeester van Huldenberg, telg uit de Belgische tak van het geslacht De Limburg Stirum
      - Robert Paul François Xavier baron Gericke van Herwijnen (1882-1919)
        - Elisabeth Marie Emilie Ghislaine barones Gericke van Herwijnen (1912-1981); trouwde in 1937 met jhr. Paul van de Werve de Schilde (1900-1971), burgemeester van Viersel
        - Jean baron Gericke van Herwijnen (1913-1979), opgenomen in de Belgische adel
        - Louis baron Gericke van Herwijnen (1915-1975), opgenomen in de Belgische adel
        - Ghislaine Marie Jeanne barones Gericke van Herwijnen (1917-2000), laatste telg van de Nederlandse tak

### Belgische tak
Robert Paul François Xavier baron Gericke van Herwijnen (1882-1919)
- Jean baron Gericke van Herwijnen (1913-1979), agronoom, in 1955 opgenomen in de Belgische adel
  - François-Xavier baron Gericke van Herwijnen (1939-2006), econoom
    - Othon baron Gericke van Herwijnen (1977), chef de famille
- Louis baron Gericke van Herwijnen (1915-1975), in 1955 opgenomen in de Belgische adel, ongehuwd

#### Adellijke allianties
- Christyn de Ribeaucourt (1938), De Cartier d'Yves (1967), De Potesta de Waleffe (1967), De Spot (1973), De Kerchove d'Exaerde (1974), De Cock de Rameyen (1990), De Harlez de Deulin (1994), Rooman d'Ertbuer (1998), Morel de Westgaver (2000)

Geslachten die opgenomen zijn in het sinds 1910 verschijnende genealogische naslagwerk Nederland's Patriciaat. Lijst volgens opgave van het CBG Centrum voor familiegeschiedenis.
A · B · C · D · E · F · G · H · I · J · K · L · M · N · O · P · Q · R · S · T · U · V · W · Y · Z